# Phyllophaga scabrifrons
Phyllophaga scabrifrons är en skalbaggsart som beskrevs av Bates 1888. Phyllophaga scabrifrons ingår i släktet Phyllophaga och familjen Melolonthidae. Inga underarter finns listade i Catalogue of Life.